# Marihuwijne
Marihuwijne is een fictief land, uit de stripreeks Agent 327 door Martin Lodewijk. Het is een voormalige Nederlandse kolonie, genoemd naar de gelijknamige rivier die erdoorheen stroomt. (De naam van deze rivier is vermoedelijk een contaminatie van de Marowijne in Suriname en het woord marihuana.)
Marihuwijne komt op bijna geen enkele kaart meer voor, omdat het slechts enkele kilometers breed is, maar het land is wel duizend kilometer lang. Het noorden ervan doet het meeste denken aan Suriname, vooral waar het de hoofdstad betreft.
Doctor Papa komt op zijn vlucht uit Kwaïti aan bij Marihuwijne, waarop hij en zijn lijfwacht er al spoedig de macht overnemen. De naam van de hoofdstad wordt hierop gewijzigd in "Papamaribo" en het "Papamento" wordt de officiële taal.
In het uiterste zuiden van Marihuwijne, voorbij de bron van de rivier, bevindt zich een vallei. Door een vreemde meteorietinslag zijn de geologische condities daar weinig veranderd, waardoor er nog prehistorische dieren leven, onder andere de Paradopteryx paradoxis, de prehistorische paradijsvogel. De gefossileerde uitwerpselen van deze vogel zijn in gemalen vorm bekend als de drug "cacoïne" die sinds de machtsovername van Doctor Papa legaal geëxporteerd wordt (vooral naar Zakkestan). De bevelhebber "Keessie Kabouterse" steekt het geld van de Zakken echter in eigen zak en geeft vervalste bankbiljetten aan Doctor Papa. Van het aldus verdiende geld bekostigt Kabouterse een opstand tegen Doctor Papa, zodat hij uiteindelijk zelf de corrupte dictator kan worden.